# مقتل ماريا لاوترباخ

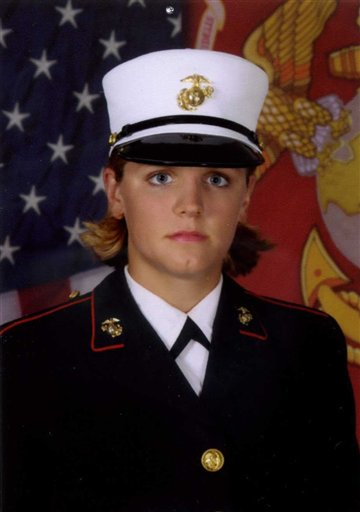
ماريا لاوترباخ

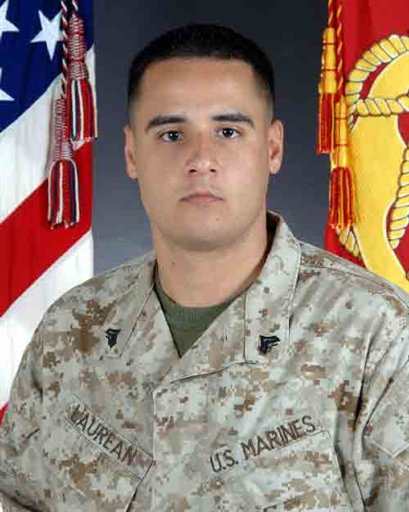
سيزار أرماندو لورين

العريفة ماريا فرانسيس لاوترباخ (17 نوفمبر 1987 - ديسمبر 2007) كانت ضابطة في القوات البحرية الأمريكية اختفت من قاعدة مشاة البحرية كامب ليجون بولاية نورث كارولينا في يوم 14 ديسمبر 2007 وفي وقت اختفائها كانت ماريا لاوترباخ حامل في الشهر الثامن وقد عثرت السلطات على بقايا جسد ماريا لاوترباخ وطفلها الذي لم يولد بعد في الفناء الخلفي التابع لمنزل العريف سيزار أرماندو لورين.
تم القبض على لورين في عام 2009 وأدين بتهمة القتل في عام 2010.

## روابط خارجية
- أرشيف قضية سيزار لورين أكثر المطلوبين في الولايات المتحدة
- أرشيف ماريا لاوترباخ في نطاق الظل
- مقابلة ماري لاوتراباخ في دايتون دايلي نيوز